# セックス・アンド・ザ・シティ2
『セックス・アンド・ザ・シティ2』（Sex and the City 2）は、2010年のアメリカ合衆国の映画。2008年の映画『セックス・アンド・ザ・シティ』の続編であり、前作から2年後のストーリーとなっている。前作はPG12指定だったが、今作では刺激的な性愛描写が含まれるため、映倫でR15+指定を受けた。評価はあまり良くなく、2011年2月26日に主演の4人がゴールデンラズベリー賞最低主演女優賞を、作品自体も最低スクリーンカップル/アンサンブル賞および最低続編賞の2部門を受賞してしまった。
2011年5月4日にWOWOWにてテレビ初登場。

## ストーリー
これまで4人の出逢いについては触れられたことがなかったが、映画の冒頭では1980年代半ばのニューヨークで、キャリー（サラ・ジェシカ・パーカー）がどのようにして3人の親友 - サマンサ（キム・キャトラル）、シャーロット（クリスティン・デイヴィス）、ミランダ（シンシア・ニクソン）と出会ったかが描かれる。そして舞台は前作から2年後の現代へ。
4人はそれぞれのストレスに直面している。52歳となったサマンサは更年期障害と戦っており、ホルモン剤が手放せない。2人の子供の子育てに忙殺されているシャーロットは、夫のハリーがベビーシッターと浮気をするのではないかという妄想に苛まれている。ミランダは新しい上司とうまくいかず、キャリアの危機に陥っている。ビッグと幸せな結婚をしたはずのキャリーも、夫との価値観の違いにいらだちを隠せない。
ある日、サマンサがアラブのお金持ちから「スミスをスターにしたように、うちのホテルをスターにしてほしい」というオファーを受けたことをきっかけに、4人はアブダビでゴージャスな休暇を過ごすことになる。そして、キャリーはアブダビのマーケットで元カレ・エイダン（ジョン・コーベット）と再会する。

## キャスト
| 役名                               | 俳優                         | 日本語吹替 |
| ---------------------------------- | ---------------------------- | ---------- |
| キャリー・ブラッドショー           | サラ・ジェシカ・パーカー     | 永島由子   |
| サマンサ・ジョーンズ               | キム・キャトラル             | 勝生真沙子 |
| シャーロット・ヨーク               | クリスティン・デイヴィス     | 松谷彼哉   |
| ミランダ・ホップス                 | シンシア・ニクソン           | 渡辺美佐   |
| ミスター・ビッグ                   | クリス・ノース               | 中田譲治   |
| エイダン・ショウ                   | ジョン・コーベット           | 安井邦彦   |
| スティーブ・ブラッドリー           | デビッド・エイゲンバーグ     | 中尾隆聖   |
| ハリー・ゴールデンプラット         | エヴァン・ハンドラー         | 朝倉栄介   |
| ジェリー・"スミス"・ジェロッド     | ジェイソン・ルイス           | 三木眞一郎 |
| アンソニー・マレンチノ             | マリオ・カントーネ           | 中村伸一   |
| スタンフォード・ブラッチ           | ウィリー・ガーソン           | 岩崎ひろし |
| マグダ                             | リン・コーエン               | 斉藤昌     |
| ブレディ・ホッブス                 | ジョゼフ・プーポ             | 細野雅世   |
| リリー・ヨーク・ゴールデンブラット | アレクサンドラ・フォング     | 寺田はるひ |
| リカルド・スパルト                 | マックス・ライアン           | 入江崇史   |
| ガウラウ                           | ラザ・ジェフリー             | 大西健晴   |
| 本人役                             | ライザ・ミネリ               | 磯辺万沙子 |
| カルメン                           | ペネロペ・クルス             | 堀江真理子 |
| 本人役                             | マイリー・サイラス           | 白石涼子   |
| ニッキー                           | ノア・ミルズ                 | 高橋英則   |
| デーヴィッド                       | デイビット・アラン・バッシェ | 坂巻学     |
| エリン                             | アリス・イヴ                 | 行成とあ   |
| カリード                           | アート・マリック             | 菊本平     |
| ムード                             |                              | 岩崎了     |
| ミスター・サファー                 | オミッド・ジャリリ           | 金光宣明   |
| シバブ                             |                              | 酒巻光宏   |
| マホメッド                         | ダファー・ラビディン         |            |
| 本人役                             | ハイディ・クルム             |            |
| 本人役                             | チューズデイ・ナイト         |            |

## 日本語版制作スタッフ
- 演出：神尾千春
- 吹替翻訳：徐賀世子
- 調整：大浦伸浩、猪本純
- 日本語版制作：（株）東北新社

## 製作
前作のヒットを受けて続編の話が浮かび上がり、2009年2月に製作会社のニュー・ライン・シネマから正式に発表された。
2009年9月1日よりニューヨークで撮影が開始された。アラブ首長国連邦ドバイでも撮影を行う計画があったが、同国政府により映画の内容及び「セックス」という単語を含むタイトルが不適切であると指摘されたために実現しなかった。結局アブダビの設定の下でモロッコで撮影された。
テレビシリーズのファンを自称するマイリー・サイラスが自ら出演を希望し、本人役でカメオ出演している。他に、同じく本シリーズ及びサラ・ジェシカ・パーカーのファンを自称するペネロペ・クルスもカメオ出演している。撮影は3時間ほどで完了した。

## 地上波放送
2012年5月18日に日本テレビ系「金曜ロードSHOW!」で地上波初放送。

## ソフト化
日本ではワーナー・ブラザース ホームエンターテイメントよりブルーレイ、DVDが2010年10月27日に発売。
- SEX AND THE CITY2 THE MOVIE DVD版（1枚組）
- SEX AND THE CITY2 THE MOVIE ブルーレイ&DVDセット（2枚組・初回限定生産）
  - ディスク1：本編BD
    - 映像特典
      - 偉大なる80年代

  - ディスク2：本編DVD（単品版と同様）
- SEX AND THE CITY2 THE MOVIE ブルーレイ&DVD コレクターズ・エディション（本編&特典BD+本編DVD+特典DVDの3枚組・初回限定生産）
  - ディスク1：本編&特典BD
    - 映像特典
      - 「SATC2」の舞台裏
        - サラ・ジェシカ・パーカー&監督 マイケル・パトリック・キングが語る
        - ティム・ガンのファッショントーク
        - 「SATC」流ウェディング
        - 偉大なる80年代

      - 「SATC」ノスタルジア：シリーズを振り返る
        - 「SATC」の華麗なるオトコたち

      - 「SATC2」を彩るアリシア・キーズの音楽

    - 音声特典
      - オーディオコメンタリー（監督：マイケル・パトリック・キング）

  - ディスク2：本編DVD
  - ディスク3：特典DVD（本編&特典BDに収録のものと同内容）
  - 封入特典
    - ブックレット

  - クリスチャン・ラクロワデザインの豪華BOX&デジパック仕様